# Netphen
Netphen è una città di 23 116 abitanti della Renania Settentrionale-Vestfalia, in Germania.
Appartiene al distretto governativo (Regierungsbezirk) di Arnsberg ed al circondario (Kreis) di Siegen-Wittgenstein (targa SI).
Netphen si fregia del titolo di "Media città di circondario" (Mittlere kreisangehörige Stadt).